# Riverdale (TV-serija, 2017)
Riverdale je ameriška najstniška dramska televizijska serija, ki temelji na likih Archieja Comicsa . Serijo je za The CW prilagodil glavni kreativni direktor Archie Comics Roberto Aguirre-Sacasa, producirala pa sta jo televizijska studia Warner Bros. in CBS v sodelovanju z Berlanti Productions in Archie Comics. Prvotno so nameravali posneti celovečerni film za studio Warner Bros.,a so si premislili ter ustvarili televizijsko serijo za Fox . Leta 2015 se je razvoj projekta preselil v The CW, kjer je bilo naročeno snemanje za prvo poskusno epizodo. Snemanje filma sedaj poteka v Vancouvru, Britanska Kolumbija . 
Igralska zasedba v seriji temelji na likih Archie Comicisa, v vlogi Archieja Andrewsa  KJ Apa ; Lili Reinhart kot Betty Cooper, Camila Mendes kot Veronica Lodge in Cole Sprouse kot Jughead Jones, pripovedovalec serije. V zasedbi so tudi Madelaine Petsch kot Cheryl Blossom, Ashleigh Murray kot Josie McCoy, Casey Cott kot Kevin Keller, Charles Melton in Ross Butler kot Reggie Mantle, ter Vanessa Morgan kot Toni Topaz. V seriji se pojavljajo tudi starši glavnih junakov: Luke Perry kot Fred Andrews, Mädchen Amick kot Alice Cooper, Marisol Nichols in Mark Consuelos kot Hermiona in Hiram Lodge ter Skeet Ulrich kot FP Jones . 
Serija je debitirala 26. januarja 2017 in požela pozitivne kritike. Januarja 2019 je CW obnovil serijo za četrto sezono, kasneje pa razkril 22 epizod. Četrta sezona je bila premierno predstavljena 9. oktobra 2019. Januarja 2020 je The CW obnovil serijo za peto sezono, ki naj bi bila prvič predstavljena januarja 2021. 
Serija sledi življenju Archieja Andrewasa iz majhnega mesteca Riverdale, ki raziskuje temo, ki se skriva za na videz popolno podobo mesta. 
- KJ Apa kot Archie Andrews : Srednješolski nogometaš, ki ima strast do glasbe. Najbolje se razume z Jugheadom Jonesom in Betty Cooper.[2]
- Lili Reinhart kot Betty Cooper : Pametno dekle z dolgoletno simpatijo na Archieja, ona se spoprijatelji z Veronico Lodge, ki ji pomaga preživeti popolno življenje.
- Camila Mendes kot Veronica Lodge : nekdanja bogata socialistka iz New Yorka, ki se preseli v Riverdale in se spoprijatelji z Archiejem, Betty in Jugheadom. [3]
- Cole Sprouse kot Jughead Jones : Filozofsko nagnjen družbeni izobčenec, ki je Archijev najboljši prijatelj. [4]
- Marisol Nichols kot Hermiona Lodge (née Gomez [5] ): Veronicina mati, ki se je po zaprtju svojega moža Hirama Lodgea vrnila v Riverdale s hčerko. [6]
- Madelaine Petsch kot Cheryl Blossom : Bogata, razvajena in manipulativna punca, ki je sošolka z Archiejem in njegovimi prijatelji. [7] Cheryl se romantično poveže s Toni v drugi sezoni. [8]
- Ashleigh Murray kot Josie McCoy: glavna pevka Josie in Pussycats ter sošolka Archieja in njegovih prijateljev.
- Mädchen Amick kot Alice Cooper : Bettyina in Pollyjina mama, ki je urednica lokalnega časopisa. [9]
- Luke Perry kot Fred Andrews: Archiejev oče, ki je lastnik gradbenega podjetja. [10]
- Mark Consuelos kot Hiram Lodge (rojen Jaime Luna  ): Veronikin oče, ki je bil pred kratkim zaprt zaradi nezakonitih dejavnosti. [11]
- Casey Cott kot Kevin Keller: odkrit gej, ki se druži z Archiejem, Betty in Veronico in je sin šerifa v Riverdalu. [12]
- Skeet Ulrich kot F. <span about="#mwt138" class="nowrap" data-cx="[{&quot;adapted&quot;:true,&quot;targetExists&quot;:true}]" data-mw="{&quot;parts&quot;:[{&quot;template&quot;:{&quot;target&quot;:{&quot;wt&quot;:&quot;Presledki&quot;,&quot;href&quot;:&quot;./Predloga:Presledki&quot;},&quot;params&quot;:{},&quot;i&quot;:0}}]}" data-ve-no-generated-contents="true" id="mwhg" typeof="mw:Transclusion"><span typeof="mw:Entity">&nbsp;</span></span> P. Jones: Jugheadov odtujeni oče in vodja Southside Serpents, tolpe kriminalcev, ki živijo in delujejo na obrobju Riverdalea.  [13] [14]
- Charles Melton kot Reggie Mantle (sezona 3 - sedanja; ponavljajoča se sezona 2): Archiejev dolgoletni prijatelj in tekmec, nogometaš Riverdale Higha in mestni prankster. [15] [16] [17]   Reggieja je sprva igral Ross Butler, ki je igralsko zasedbo zapustil po 1. sezoni zaradi svojih obveznosti, da bo posnel 13 Reasons Why .
- Vanessa Morgan v vlogi Toni Topaz: biseksualna članica tolpe Southside Serpents, ki se v drugi sezoni spoprijatelji z Jugheadom. V zvezi je s Cheryl.

Po drugi sezoni so spremljale negativne kritike. Serija je postala  meme.